# 1860 na música

## Nascimentos
| Data           | Nome                  | Profissão             | Nacionalidade  | Observações | Ref |
| -------------- | --------------------- | --------------------- | -------------- | ----------- | --- |
| 13 de Março    | Hugo Wolf             | compositor            | Áustria        | m. 1903     |     |
| 29 de Maio     | Isaac Albéniz         | compositor            | Espanha        | m. 1909     |     |
| 7 de Julho     | Gustav Mahler         | compositor            | Áustria        | m. 1911     |     |
| 18 de Novembro | Ignacy Jan Paderewski | pianista e compositor | Polónia        | m. 1941     |     |
| 18 de Dezembro | Edward MacDowell      | pianista e compositor | Estados Unidos | m. 1908     |     |

## Mortes
| Data | Nome | Profissão | Nacionalidade | Observações | Ref |
| ---- | ---- | --------- | ------------- | ----------- | --- |